# Sociálně znevýhodněný žák
Sociálně znevýhodněný žák je ten, který nemá stejné příležitosti ke vzdělávání jako většina dětí. Sociálně znevýhodněný jedinec je ten, který je v důsledků dlouhodobého života v prostředí, které je charakteristické nízkým socioekonomickým statusem, silnou přítomností vlivů rizikových pro jeho vývoj, nebo prvky sociokulturní odlišnosti.Kombinace zmíněných jevů zapříčiňuje, že žák nemá dostatečně rozvinuté kompetence pro adekvátní naplnění svého potenciálu v rámci vzdělávacího procesu. Podle Průchy je sociální znevýhodnění stav, kdy žák v důsledku sociálního postavení získává omezený přístup k společenským materiálním statkům.
Sociální znevýhodnění lze chápat ve 3 rovinách:
1. stav selhání rodinného prostředí, ve kterém jedinec žije, čímž je ohrožen socializační proces;
2. důsledek nedostatečně nebo neadekvátně podnětného prostředí a faktorů, které přímo nesouvisejí se selháním socializačního procesu;
3. stav nízkého sociálního statusu jedince ve společnosti z různých příčin[3].

Ukotvení pojmu v českých legislativních dokumentech
Pojem „žák se sociálním znevýhodněním“ je pojem, který byl do české legislativy poprvé zaveden v roce 2004.
V zákoně č. 561/2004 Sb. o předškolním, základním, středním, vyšším odborném a jiném vzdělávání jsou děti se se sociálním znevýhodněním řazeny mezi žáky se speciálně vzdělávacími potřebami (SVP). Podle §16 zmíněného zákona nalezneme následující vymezení:
- rodinné prostředí s nízkým sociálně-kulturním postavením nebo ohrožení sociálně-patologickými jevy,
- nařízená ústavní výchova nebo uložená ochranná výchova,
- postavení azylanta a účastníka řízení o udělení azylu na území ČR.

Další dokument, zahrnující problematiku sociálně znevýhodněného žáka, je Vyhláška č. 147/2011 Sb. o vzdělávání dětí, žáků a studentů se speciálními vzdělávacími potřebami a dětí, žáků a studentů mimořádně nadaných. Žákům se sociálním znevýhodněním jsou určena tzv. vyrovnávací opatření. Těmi pro účely této vyhlášky rozumíme:
- využívání pedagogických, popřípadě speciálněpedagogických metod a postupů, které odpovídají vzdělávacím potřebám žáků,
- poskytování individuální podpory v rámci výuky a přípravy na výuku,
- využívání poradenských služeb školy a školských poradenských zařízení,
- vyžívání individuálního vzdělávacího plánu a služeb asistenta pedagoga.

Za žáka se sociálním znevýhodněním se pro účely poskytování vyrovnávacích opatření podle  §1 odstavce Vyhlášky č. 73/2005, považuje zejména žák z prostředí, kde se mu nedostává potřebné podpory k řádnému průběhu vzdělávání včetně spolupráce zákonných zástupců se školou, a žák znevýhodněný nedostatečnou znalostí vyučovacího jazyka.